# Nati il 28 ottobre
| Questa pagina contiene informazioni ricavate automaticamente dalle voci biografiche con l'ausilio del template Bio e di un bot. L'aggiornamento è periodico e automatico e ricostruisce completamente la pagina. Se manca una persona in questa lista, sei pregato di non aggiungerla, ma accertati piuttosto che la sua voce biografica contenga il template Bio e che i dati anagrafici siano correttamente compilati. Se il template Bio manca, inseriscilo tu stesso o, in alternativa, metti l'avviso {{tmp\|Bio}} che ne segnala la mancanza. Se i dati riportati sono sbagliati, correggi direttamente la voce biografica; le modifiche saranno visibili in questa lista entro pochi giorni. Per chiarimenti vedi il progetto biografie. La lista contiene solo le 1.113 persone che sono citate nell'enciclopedia e per le quali è stato implementato correttamente il template Bio. Pagina aggiornata al 9 ago 2025. |

## XI secolo(1)
- 1016 - Enrico III il Nero, sovrano tedesco († 1056)

## XII secolo(1)
- 1200 - Ludovico IV di Turingia, nobile tedesco († 1227)

## XV secolo(2)
- 1453 - Giuliano de' Medici, politico italiano († 1478)
- 1494 - Fabrizio Maramaldo, condottiero italiano († 1552)

## XVI secolo(15)
- 1510 - Francesco Borgia, gesuita e santo spagnolo († 1572)
- 1523 - Giacomo Savelli, cardinale e vescovo italiano († 1587)
- 1536 - Felix Platter, medico, anatomista e botanico svizzero († 1614)
- 1550 - Stanislao Kostka, gesuita polacco († 1568)
- 1551 - Ludovico III de Torres, cardinale e arcivescovo cattolico italiano († 1609)
- 1552 - Simón de Rojas, presbitero spagnolo († 1624)
- 1571 - Giacomo Goria, vescovo cattolico italiano († 1648)
- 1571 - Girolamo Marciano, medico e letterato italiano († 1628)
- 1576 - Rodolfo di Anhalt-Zerbst, principe († 1621)
- 1585 - Giansenio, teologo e vescovo cattolico olandese († 1638)
- 1586 - Virgilio Verucci, drammaturgo italiano († 1650)
- 1588 - Giovanni Giuda Giona Battista, ebraista e diplomatico italiano († 1668)
- 1593 - Girolamo Cialdieri, pittore italiano († 1680)
- 1595 - Henri-Auguste de Loménie, politico e nobile francese († 1666)
- 1599 - Maria dell'Incarnazione Guyart, religiosa francese († 1672)

## XVII secolo(22)
- 1609 - Pierre Poussines, gesuita, grecista e teologo francese († 1686)
- 1610 - Jacob Kettler, duca († 1682)
- 1633 - Antonio Magliabechi, letterato italiano († 1714)
- 1636 - Federico II Gonzaga di Luzzara, nobile italiano († 1698)
- 1638 - Franz Joseph von Lamberg, principe e politico austriaco († 1712)
- 1641 - Giovanni Girolamo Sbaraglia, anatomista italiano († 1710)
- 1644 - Franz Ferdinand von Rummel, vescovo cattolico austriaco († 1716)
- 1667 - Sibilla Maria di Sassonia-Merseburg, principessa tedesca († 1693)
- 1667 - Maria Anna del Palatinato-Neuburg († 1740)
- 1670 - Jacob-Sigisbert Adam, scultore francese († 1747)
- 1672 - Imre Csáky, cardinale e arcivescovo cattolico ungherese († 1732)
- 1676 - Giovanni Battista Barni, cardinale e arcivescovo cattolico italiano († 1754)
- 1681 - Celestino Galiani, arcivescovo cattolico italiano († 1753)
- 1684 - Paul Alphéran de Bussan, arcivescovo cattolico francese († 1757)
- 1689 - Simone Martinez, scultore italiano († 1768)
- 1690 - Peter Tordenskjold, ammiraglio norvegese († 1720)
- 1692 - Giuseppe Ferdinando Leopoldo di Baviera, principe († 1699)
- 1693 - Šimon Brixi, compositore e organista ceco († 1735)
- 1693 - Margaretha Haverman, pittrice olandese († 1739)
- 1696 - Paolo Fontana, architetto italiano († 1765)
- 1696 - Maurizio di Sassonia, generale francese († 1750)
- 1697 - Johann Gottfried Auerbach, pittore e incisore austriaco († 1753)

## XVIII secolo(54)
- 1703 - Antoine Deparcieux, matematico francese († 1768)
- 1703 - Johann Gottlieb Graun, compositore tedesco († 1771)
- 1707 - Giammaria Mazzuchelli, letterato, bibliografo e storico della letteratura italiano († 1765)
- 1709 - Pietro Gregorio Ottoboni Boncompagni Ludovisi, nobile italiano († 1747)
- 1709 - Konstantin Schütz von Holzhausen, vescovo cattolico tedesco († 1775)
- 1720 - Jacopo Guarana, pittore italiano († 1808)
- 1732 - Giuseppe Aprile, compositore e cantante castrato italiano († 1813)
- 1735 - Simon Julien, pittore e incisore francese († 1800)
- 1736 - Martin Ferdinand Quadal, pittore, incisore e docente austriaco († 1811)
- 1739 - Maximilian Prokop von Toerring-Jettenbach, vescovo cattolico tedesco († 1789)
- 1741 - Johann August von Starck, presbitero, teologo e saggista tedesco († 1816)
- 1743 - Vincenzo di Sangro, nobile italiano († 1790)
- 1746 - Giuseppe Saverio Poli, fisico, naturalista e militare italiano († 1825)
- 1746 - Adam Weisweiler, ebanista francese († 1820)
- 1751 - Dmitrij Stepanovič Bortnjanskij, compositore ucraino († 1825)
- 1754 - Carlo Francesco Frasconi, presbitero, archivista e storiografo italiano († 1836)
- 1754 - John Laurens, rivoluzionario, militare e diplomatico statunitense († 1782)
- 1755 - Jacques-Julien Houtou de La Billardière, botanico francese († 1834)
- 1755 - Antoine Chrysostome Quatremère de Quincy, teorico dell'architettura, politico e filosofo francese († 1849)
- 1758 - Pierre Deval, politico francese († 1829)
- 1758 - Carlo Rosmini, scrittore e storico italiano († 1827)
- 1758 - John Sibthorp, botanico britannico († 1796)
- 1758 - Vincenzo Sulis, scrittore e militare italiano († 1834)
- 1759 - Andrej Nikiforovič Voronichin, architetto russo († 1814)
- 1760 - Alexandre de Lameth, politico e generale francese († 1829)
- 1761 - August Johann Georg Karl Batsch, botanico e medico tedesco († 1802)
- 1764 - Luca de Samuele Cagnazzi, politico e scienziato italiano († 1852)
- 1767 - Maria Sofia Federica d'Assia-Kassel, regina († 1852)
- 1768 - Johannes Daniel Falk, teologo, scrittore e poeta tedesco († 1826)
- 1769 - Simón Rodríguez, pedagogista, filosofo e insegnante venezuelano († 1854)
- 1774 - Konstanty Adam Czartoryski, militare polacco († 1860)
- 1775 - José Rebolledo de Palafox, generale spagnolo († 1847)
- 1776 - Francesco Calabrò, medico italiano († 1859)
- 1776 - Giovanni Giraud, drammaturgo, poeta e banchiere italiano († 1834)
- 1776 - Joachim Haspinger, religioso e patriota († 1858)
- 1777 - Henry Dillon, XIII visconte Dillon, politico e scrittore irlandese († 1832)
- 1779 - Francisco Cea Bermúdez, politico e diplomatico spagnolo († 1850)
- 1780 - Ernst Anschütz, compositore, insegnante e organista tedesco († 1861)
- 1780 - Friedrich August Ukert, bibliotecario, geografo e umanista tedesco († 1851)
- 1784 - Pietro Betti, medico italiano († 1863)
- 1784 - José Tadeo Monagas, politico venezuelano († 1868)
- 1787 - Luigi Giamporcaro, vescovo cattolico italiano († 1854)
- 1789 - John Pennycuick, militare britannico († 1849)
- 1791 - Ján Chalupka, scrittore slovacco († 1871)
- 1792 - Giuseppe Griffoli, diplomatico italiano († 1877)
- 1792 - Luigi Poletti, ingegnere, architetto e filantropo italiano († 1869)
- 1793 - Simonas Daukantas, etnografo, storico e scrittore lituano († 1864)
- 1793 - Eliphalet Remington, imprenditore statunitense († 1861)
- 1793 - Carolina di Danimarca, principessa danese († 1881)
- 1794 - Gaetano De Castillia, politico italiano († 1870)
- 1794 - Robert Liston, medico scozzese († 1847)
- 1796 - Carlo Egon II di Fürstenberg, principe († 1854)
- 1798 - Henri Bertini, compositore e pianista francese († 1876)
- 1799 - Gabriel de Lurieu, drammaturgo e librettista francese († 1889)

## XIX secolo(161)
- 1802 - Giuseppe Elia Benza, politico italiano († 1890)
- 1802 - Lorenzo Isnardi, religioso, insegnante e storico italiano († 1863)
- 1803 - Eliza Radziwiłł, nobildonna polacca († 1834)
- 1803 - Caroline Unger, contralto austriaca († 1877)
- 1804 - Pierre François Verhulst, matematico e statistico belga († 1849)
- 1805 - Antonio Saverio De Luca, cardinale e arcivescovo cattolico italiano († 1883)
- 1806 - Alphonse de Candolle, botanico svizzero († 1893)
- 1807 - Theodor Ludwig Wilhelm von Bischoff, fisiologo, anatomista e biologo tedesco († 1882)
- 1808 - Prosper Dérivis, basso francese († 1880)
- 1808 - Horace Smith, inventore e imprenditore statunitense († 1893)
- 1810 - Giacomo Guarinelli, architetto italiano († 1880)
- 1812 - Matteo II Thun, nobile, mecenate e collezionista d'arte italiano († 1892)
- 1812 - Cirilo Villaverde, scrittore cubano († 1894)
- 1813 - Caterina Bon Brenzoni, poetessa e scrittrice italiana († 1856)
- 1815 - Wolfango Pietro Parolari, architetto e ingegnere italiano († 1904)
- 1815 - Louis Pothuau, politico e ammiraglio francese († 1882)
- 1815 - Ľudovít Štúr, linguista, poeta e giornalista slovacco († 1856)
- 1816 - Malwida von Meysenbug, scrittrice tedesca († 1903)
- 1819 - Hans Herzog, generale svizzero († 1894)
- 1819 - Andrea Sgarallino, militare italiano († 1887)
- 1819 - Agostino Viligiardi, fantino italiano († 1856)
- 1821 - Adrien Decourcelle, commediografo e drammaturgo francese († 1892)
- 1821 - Ignaz von Schäffer, diplomatico e nobile austriaco († 1892)
- 1822 - Angelo Santilli, filosofo, giornalista e poeta italiano († 1848)
- 1823 - Pierre Alfred Déséglise, botanico francese († 1883)
- 1827 - Cynthia Ann Parker, statunitense († 1870)
- 1828 - François-Victor Hugo, traduttore francese († 1873)
- 1829 - Camillo Cucca, medico italiano († 1893)
- 1830 - Karl Ernst Theodor Schweigger, oculista tedesco († 1905)
- 1831 - Achille Basile, patriota, prefetto e politico italiano († 1893)
- 1832 - Caroline Hammer, fotografa danese († 1915)
- 1836 - Pietro Spangaro Jr., medico e patriota italiano († 1912)
- 1837 - Giuseppe Candido, vescovo cattolico, fisico e inventore italiano († 1906)
- 1837 - Paolo Cottrau, ammiraglio italiano († 1896)
- 1837 - Tokugawa Yoshinobu, militare giapponese († 1913)
- 1838 - Fredrik Idestam, ingegnere e imprenditore finlandese († 1916)
- 1839 - Emanuel Mendel, neurologo e psichiatra tedesco († 1907)
- 1840 - Juan Bautista Gill, politico paraguaiano († 1877)
- 1840 - Victor Derély, traduttore e scrittore francese († 1904)
- 1840 - Filippo Florena, avvocato e politico italiano († 1915)
- 1840 - Diogène Maillart, pittore francese († 1926)
- 1841 - Michelina Di Cesare, brigante italiana († 1868)
- 1841 - Antonino Gandolfo, pittore italiano († 1910)
- 1842 - Anna Elizabeth Dickinson, docente, scrittrice e oratrice statunitense († 1932)
- 1842 - Louis-Henri-Joseph Luçon, cardinale e arcivescovo cattolico francese († 1930)
- 1843 - Dezső Bánffy, politico ungherese († 1911)
- 1844 - Pellegrino Molossi, giornalista e editore italiano († 1912)
- 1844 - Gennaro Orlando, storico e commediografo italiano († 1912)
- 1845 - Sigmund von Wróblewski, fisico e chimico polacco († 1888)
- 1846 - Auguste Escoffier, cuoco francese († 1935)
- 1847 - Pio Sanquirico, pittore italiano († 1900)
- 1849 - Oskar Enkvist, ammiraglio russo († 1912)
- 1849 - Giulio Piccini, scrittore e giornalista italiano († 1915)
- 1851 - Aleksandr Aleksandrovič Bunge, zoologo e esploratore russo († 1930)
- 1852 - Ernesto Narcisi, ingegnere italiano († 1932)
- 1852 - Robert Ogilvie, calciatore inglese († 1938)
- 1854 - Julia Bartet, attrice francese († 1941)
- 1854 - Jean-Marie Guyau, sociologo e poeta francese († 1888)
- 1854 - Karl Tersztyánszky von Nádás, generale austro-ungarico († 1921)
- 1855 - Antonino Calabretta, ingegnere navale italiano († 1936)
- 1856 - Luigi Cauvin, generale italiano († 1944)
- 1856 - Anna Klumpke, pittrice statunitense († 1942)
- 1856 - Mary Steen, fotografa danese († 1939)
- 1858 - John B. Mason, attore e cantante statunitense († 1919)
- 1858 - Julius Rolshoven, pittore statunitense († 1930)
- 1860 - Giovan Pietro Grimaldi, fisico italiano († 1918)
- 1860 - Kanō Jigorō, judoka e educatore giapponese († 1938)
- 1860 - Hugo Preuss, politico e giurista tedesco († 1925)
- 1862 - Alcibiade Bertolotti, ingegnere e giornalista italiano († 1957)
- 1862 - Riccardo Dalla Volta, economista italiano († 1944)
- 1862 - Earl Douglass, paleontologo statunitense († 1931)
- 1862 - Hendrik Thyssen, compositore e direttore d'orchestra olandese († 1926)
- 1863 - William M. Nicholson, ammiraglio britannico († 1932)
- 1863 - Ethel Sargant, botanica britannica († 1918)
- 1863 - Traugott von Sauberzweig, generale tedesco († 1920)
- 1864 - Dmitrij Iosifovič Ivanovskij, botanico e biologo russo († 1920)
- 1864 - George Nichols, attore, regista e sceneggiatore statunitense († 1927)
- 1865 - Francesco Contaldi, poeta, traduttore e giornalista italiano († 1903)
- 1865 - Sepp Innerkofler, alpinista e militare austriaco († 1915)
- 1866 - Giuseppe Jona, medico italiano († 1943)
- 1866 - Vincenzo Macchi di Cellere, diplomatico e ambasciatore italiano († 1919)
- 1866 - Luigi Piglione, militare italiano († 1916)
- 1866 - Ramón María del Valle-Inclán, poeta, scrittore e drammaturgo spagnolo († 1936)
- 1867 - Guido Biscaretti di Ruffia, militare e politico italiano († 1946)
- 1867 - Hans Driesch, biologo e filosofo tedesco († 1941)
- 1867 - Nivedita, missionaria, educatrice e attivista irlandese († 1911)
- 1868 - James Connolly, triplista, lunghista e altista statunitense († 1957)
- 1869 - Carlo Perris, militare e politico italiano († 1944)
- 1870 - László Batthyány-Strattmann, medico ungherese († 1931)
- 1870 - Francesco Rota, imprenditore e politico italiano († 1957)
- 1871 - Quirino Majorana, fisico italiano († 1957)
- 1871 - Pietro Signorini, dirigente d'azienda italiano († 1916)
- 1872 - Giuseppe Emanuele Modigliani, politico, avvocato e antifascista italiano († 1947)
- 1872 - David Smith, regista, direttore della fotografia e sceneggiatore inglese († 1930)
- 1873 - Frank Becton, calciatore inglese († 1909)
- 1873 - Jacques Nivière, tiratore a volo francese († 1958)
- 1873 - George Campbell Peery, politico statunitense († 1952)
- 1874 - Franc Ksaver Meško, scrittore e presbitero sloveno († 1964)
- 1875 - Pino Hensemberger, imprenditore italiano († 1944)
- 1876 - Marius Barbarou, ingegnere francese († 1956)
- 1876 - Raffaele Carlo Rossi, cardinale e arcivescovo cattolico italiano († 1948)
- 1876 - Rosalie Slaughter Morton, medico e chirurgo statunitense († 1968)
- 1877 - Sam Hodgetts, ginnasta britannico († 1944)
- 1878 - Daniel Lowey, tiratore di fune britannico († 1951)
- 1878 - Gaston Ravel, regista francese († 1958)
- 1879 - Pietro D'Achiardi, storico dell'arte, critico d'arte e pittore italiano († 1940)
- 1879 - Sydney Jacob, tennista indiano († 1977)
- 1879 - Martin Kirschner, chirurgo tedesco († 1942)
- 1879 - Charles Samaran, archivista e storico francese († 1982)
- 1880 - Wilhelm Anderson, astrofisico tedesco († 1940)
- 1880 - Michele Cipolla, matematico italiano († 1947)
- 1880 - Edward Evans, I barone Mountevans, ammiraglio e esploratore britannico († 1957)
- 1880 - Giorgio Guglielmo di Hannover, principe tedesco († 1912)
- 1880 - Frigyes Minder, allenatore di calcio e calciatore ungherese († 1968)
- 1880 - Billy Wedlock, calciatore inglese († 1965)
- 1881 - Glauco Lombardi, antiquario e giornalista italiano († 1970)
- 1881 - Bruno Söderström, astista, altista e giavellottista svedese († 1969)
- 1882 - Giuseppe Cominetti, pittore italiano († 1930)
- 1882 - Dušan Simović, generale e politico serbo († 1962)
- 1883 - Antonino Arata, arcivescovo cattolico italiano († 1948)
- 1883 - Clovis Cazes, pittore francese († 1918)
- 1885 - Karl Bömelburg, militare e poliziotto tedesco († 1946)
- 1885 - Per Albin Hansson, politico svedese († 1946)
- 1885 - Gesualdo Manzella Frontini, poeta, giornalista e scrittore italiano († 1965)
- 1886 - Frans de Bruijn Kops, calciatore olandese († 1979)
- 1886 - Albert Gladstone, canottiere britannico († 1967)
- 1887 - Paolo Alberto Rossi, diplomatico italiano († 1969)
- 1887 - Karl Vladar, calciatore austriaco († 1971)
- 1890 - Josef Lense, fisico austriaco († 1985)
- 1891 - Francesco Flora, critico letterario, storico della letteratura e poeta italiano († 1962)
- 1891 - Leopold Grundwald, calciatore austriaco († 1969)
- 1891 - Giacomo Lercaro, cardinale italiano († 1976)
- 1891 - Enrico Ricci, militare e politico italiano († 1940)
- 1892 - Giovanni Farina, politico italiano († 1979)
- 1892 - Pierre Frieden, politico lussemburghese († 1959)
- 1893 - Felice di Borbone-Parma, principe spagnolo († 1970)
- 1893 - Ted "Kid" Lewis, pugile britannico († 1970)
- 1893 - Mariano Pierucci, fisico italiano († 1976)
- 1893 - Armando Reyes, calciatore argentino († 1954)
- 1894 - Ismail di Johor, sovrano malese († 1981)
- 1894 - Harry George Ernest Luchford, aviatore e militare britannico († 1917)
- 1894 - Ludwig Wrede, pattinatore artistico su ghiaccio austriaco († 1965)
- 1895 - John Boles, attore e cantante statunitense († 1969)
- 1895 - Giuseppe Moreali, medico e scrittore italiano († 1980)
- 1896 - Pietro Carloni, attore italiano († 1968)
- 1896 - Marcia Manon, attrice francese († 1973)
- 1896 - Ernesto Marchiandi, politico e sindacalista italiano
- 1896 - Louis Renou, storico delle religioni, orientalista e filologo francese († 1966)
- 1897 - Edith Head, costumista statunitense († 1981)
- 1897 - Olaf Hegnander, calciatore norvegese († 1958)
- 1897 - Sabatino Mele, politico e medico italiano († 1965)
- 1897 - Rafael Sánchez-Guerra, politico e giornalista spagnolo († 1964)
- 1897 - Guido Slataper, militare italiano († 1974)
- 1897 - Hans Speidel, generale tedesco († 1984)
- 1898 - Irene Bayer-Hecht, fotografa statunitense († 1991)
- 1899 - Ruth Becker, statunitense († 1990)
- 1899 - Tarcisio Vincenzo Benedetti, vescovo cattolico italiano († 1972)
- 1899 - Tom Lieb, discobolo statunitense († 1962)
- 1900 - Richard Cleire, missionario e vescovo cattolico belga († 1968)
- 1900 - Fermín Estrella Gutiérrez, scrittore e poeta spagnolo († 1990)
- 1900 - Silvio Tavolaro, magistrato italiano († 1971)

## XX secolo(837)
- 1901 - Carlo Bay, calciatore italiano († 1959)
- 1901 - Enrico Caronti, partigiano italiano († 1944)
- 1901 - Ferruccio Funghi, fantino italiano († 1973)
- 1901 - Giacinto Genco, politico italiano († 1997)
- 1901 - Ambrogio Gianotti, presbitero e partigiano italiano († 1969)
- 1901 - Stefano Schiapparelli, partigiano e antifascista italiano († 1985)
- 1901 - Giovanni Voyer, tenore spagnolo († 1976)
- 1902 - Athos Bartolucci, politico italiano († 1992)
- 1902 - Sebastià Juan Arbó, scrittore e biografo spagnolo († 1984)
- 1902 - Elsa Lanchester, attrice britannica († 1986)
- 1902 - Lajos Ligeti, orientalista e filologo ungherese († 1987)
- 1903 - Antonio Calderara, pittore italiano († 1978)
- 1903 - Abba Lerner, economista statunitense († 1982)
- 1903 - Hugh Trevor, attore statunitense († 1933)
- 1903 - Evelyn Waugh, scrittore britannico († 1966)
- 1904 - George Dangerfield, giornalista e storico inglese († 1986)
- 1904 - Jacques Vandier, egittologo francese († 1973)
- 1905 - Giuseppe Alessi, politico e centenario italiano († 2009)
- 1905 - Phil Daubenspeck, pallanuotista statunitense († 1951)
- 1905 - Benedetto Del Re, calciatore e allenatore di calcio italiano († 1981)
- 1905 - Tatjana Pavlovna Ehrenfest, matematica olandese († 1984)
- 1905 - Karl Hipfinger, sollevatore austriaco († 1984)
- 1905 - Edoardo Marzari, presbitero, antifascista e partigiano italiano († 1973)
- 1906 - Ernesto Del Giudice, agronomo e politico italiano († 1979)
- 1906 - Xosé Filgueira Valverde, scrittore, archeologo e antropologo spagnolo († 1996)
- 1906 - Leopoldo Francovig, calciatore italiano († 1969)
- 1906 - John P. Austin, scenografo statunitense († 1997)
- 1906 - Ramón Rubial, politico spagnolo († 1999)
- 1906 - Anna Alekseevna Sudakevič, attrice, scenografa e costumista sovietica († 2002)
- 1907 - Tommy Hampson, mezzofondista e velocista britannico († 1965)
- 1908 - Mameli Barbara, disegnatore italiano († 2001)
- 1908 - Francesco Biffi, militare italiano († 1937)
- 1908 - Alessandro Calanchi, calciatore italiano († 1943)
- 1908 - Arturo Frondizi, politico argentino († 1995)
- 1908 - Louis Gobet, calciatore svizzero († 1995)
- 1908 - Albert Maltz, scrittore e drammaturgo statunitense († 1985)
- 1909 - Francis Bacon, pittore irlandese († 1992)
- 1909 - Claude Bourdet, scrittore, giornalista e imprenditore francese († 1996)
- 1909 - Francisco Ciutat de Miguel, militare e rivoluzionario spagnolo († 1986)
- 1909 - Maurice Cornforth, filosofo britannico († 1980)
- 1909 - Josef Gingold, violinista e docente statunitense († 1995)
- 1909 - Mario Maffioli, calciatore italiano († 2005)
- 1909 - Hilde Seipp, cantante e attrice tedesca († 1999)
- 1910 - Nicolò Dallaporta, astrofisico italiano († 2003)
- 1910 - Augusto Gansser-Biaggi, alpinista e geologo svizzero († 2012)
- 1910 - Franco Martinengo, designer e pittore italiano († 2001)
- 1910 - Ettore Mussi, calciatore italiano
- 1910 - Pete Pederson, cestista statunitense († 1982)
- 1910 - Aleksej Zinov'evič Petrov, matematico russo († 1972)
- 1911 - Márton Lőrincz, lottatore ungherese († 1969)
- 1911 - Alfredo Oliani, scultore brasiliano († 1984)
- 1911 - Rafael Ramos Pérez, ciclista su strada spagnolo († 1985)
- 1911 - Piara Singh Gill, fisico indiano († 2002)
- 1912 - Art Chapman, cestista canadese († 1986)
- 1912 - Juan Estrada, calciatore argentino († 1985)
- 1912 - Alfred Schmalzer, pallamanista austriaco († 1944)
- 1912 - Richard Doll, medico, epidemiologo e fisiologo britannico († 2005)
- 1913 - Peter Glenville, regista e attore britannico († 1996)
- 1913 - Don Lusk, regista e animatore statunitense († 2018)
- 1913 - Raffaele Mancini, calciatore italiano († 1964)
- 1913 - Douglas Seale, attore e doppiatore britannico († 1999)
- 1914 - Giuseppe Beviacqua, mezzofondista italiano († 1999)
- 1914 - Dody Goodman, attrice statunitense († 2008)
- 1914 - Jonas Salk, virologo e batteriologo statunitense († 1995)
- 1914 - Richard Laurence Millington Synge, biochimico britannico († 1994)
- 1915 - Michele Griffa, militare italiano († 1936)
- 1915 - Karl Lange, tedesco
- 1915 - Gábor Pogány, direttore della fotografia ungherese († 1999)
- 1915 - Giuseppe Sgariglia, militare italiano († 1942)
- 1915 - Václav Svatoň, calciatore cecoslovacco († 1982)
- 1916 - Dante Di Benedetti, calciatore italiano († 1984)
- 1916 - Per-Olov Löwdin, chimico e fisico svedese († 2000)
- 1916 - Lali Sokolov, imprenditore slovacco († 2006)
- 1916 - Simon Pierre Tchoungui, politico camerunese († 1997)
- 1917 - Jang Ri-jin, cestista giapponese
- 1917 - Shams Pahlavi, principessa iraniana († 1996)
- 1918 - Giorgio Walter Chili, regista e sceneggiatore italiano († 1961)
- 1918 - Benny Fenton, allenatore di calcio e calciatore inglese († 2000)
- 1918 - Ray Krzoska, cestista e allenatore di pallacanestro statunitense († 2006)
- 1918 - René Latourelle, presbitero e teologo canadese († 2017)
- 1918 - Enrico Rame, attore italiano († 1986)
- 1918 - Harold Shepherdson, allenatore di calcio e calciatore inglese († 1995)
- 1919 - Bruno Baruzzi, calciatore italiano
- 1919 - Virginio Cartosio, calciatore italiano
- 1919 - Walt Hansgen, pilota automobilistico statunitense († 1966)
- 1919 - Jef Janssen, ciclista su strada olandese († 2014)
- 1919 - Bernhard Wicki, attore e regista austriaco († 2000)
- 1920 - Patrick Laurence Murphy, vescovo cattolico australiano († 2007)
- 1920 - José Ignacio Rivero, giornalista cubano († 2011)
- 1920 - Albin Wolf, aviatore tedesco († 1944)
- 1921 - Gino Mattarelli, politico italiano († 1986)
- 1921 - Frederick Mayer, militare e agente segreto statunitense († 2016)
- 1921 - Chico O'Farrill, compositore, arrangiatore e direttore d'orchestra cubano († 2001)
- 1921 - Stan Palk, calciatore inglese († 2009)
- 1921 - Vincenzo Scarlato, politico italiano († 2003)
- 1921 - Carlo Taranto, attore italiano († 1986)
- 1922 - Gershon Kingsley, compositore tedesco († 2019)
- 1922 - Jack Murdock, attore statunitense († 2001)
- 1922 - Ernest Vaast, allenatore di calcio e calciatore francese († 2011)
- 1922 - Butch van Breda Kolff, cestista, allenatore di pallacanestro e dirigente sportivo statunitense († 2007)
- 1923 - Carlo Codnig, calciatore italiano
- 1923 - Tina De Mola, soubrette, attrice e cantante italiana († 2012)
- 1923 - Roger Le Déaut, presbitero e religioso francese († 2000)
- 1924 - Giorgio Brugnoli, filologo italiano († 2003)
- 1924 - Antonio Creus, pilota automobilistico e pilota motociclistico spagnolo († 1996)
- 1924 - Ján Karel, calciatore cecoslovacco († 2005)
- 1924 - Aza Nikolić, cestista e allenatore di pallacanestro jugoslavo († 2000)
- 1925 - Giorgio Catti, partigiano italiano († 1944)
- 1925 - Vito Damico, politico e partigiano italiano († 1994)
- 1925 - Ian Hamilton Finlay, poeta, scrittore e architetto del paesaggio scozzese († 2006)
- 1926 - Silvio Clementelli, produttore cinematografico italiano († 2001)
- 1926 - Bowie Kuhn, dirigente sportivo statunitense († 2007)
- 1926 - Giorgio Pellegrini, ex calciatore italiano
- 1926 - Fred Ramdat Misier, politico surinamese († 2004)
- 1926 - Roberto Reale, direttore della fotografia italiano († 2021)
- 1926 - Lido Sartini, ciclista su strada italiano († 2007)
- 1926 - Vittorio Sgroi, magistrato e giurista italiano († 2002)
- 1927 - Joop Cabout, pallanuotista olandese († 2013)
- 1927 - Antonio Guidi, attore e doppiatore italiano († 2013)
- 1927 - Vladimír Kompánek, scultore e pittore slovacco († 2011)
- 1927 - Cleo Laine, cantante britannica († 2025)
- 1927 - Riccardo Mannerini, poeta e paroliere italiano († 1980)
- 1928 - Ronaldo Bôscoli, compositore, impresario teatrale e produttore teatrale brasiliano († 1994)
- 1928 - Marcel Bozzuffi, attore, doppiatore e regista francese († 1988)
- 1928 - Luigi Carello, calciatore italiano († 2003)
- 1928 - Fevziye Sultan, principessa ottomana († 2014)
- 1928 - Florence Klotz, costumista statunitense († 2006)
- 1928 - John Ogilvie, calciatore scozzese († 2020)
- 1928 - Ion Mihai Pacepa, militare rumeno († 2021)
- 1928 - Lawrie Reilly, calciatore scozzese († 2013)
- 1928 - Muhammad Sayyid Tantawi, religioso egiziano († 2010)
- 1929 - Eduardo Di Loreto, allenatore di calcio e calciatore argentino († 2010)
- 1929 - Jack Hedley, attore inglese († 2021)
- 1929 - John Hollander, poeta statunitense († 2013)
- 1929 - Joan Plowright, attrice britannica († 2025)
- 1929 - Stefano Serchinich, marciatore italiano († 2010)
- 1929 - Biagio Virgili, politico italiano († 2010)
- 1929 - Ambrogio Viviani, generale e politico italiano († 2013)
- 1930 - Robert Baetens, canottiere belga († 2016)
- 1930 - Giovanni De Simone, ceramista italiano († 1991)
- 1930 - Michel Descombey, ballerino, coreografo e direttore artistico francese († 2011)
- 1930 - Bernie Ecclestone, imprenditore e ex pilota automobilistico britannico
- 1930 - Romano Lazzeroni, linguista e glottologo italiano († 2020)
- 1930 - Franco Migliacci, paroliere, produttore discografico e attore italiano († 2023)
- 1930 - Zygmunt Pawlas, schermidore polacco († 2001)
- 1930 - Svatopluk Pluskal, allenatore di calcio e calciatore cecoslovacco († 2005)
- 1931 - Ed Gregory, allenatore di pallacanestro e dirigente sportivo statunitense († 1995)
- 1931 - Silvano Meconi, pesista italiano († 2005)
- 1931 - Ed Mioduszewski, giocatore di football americano statunitense († 2018)
- 1931 - Mimīs Stefanidīs, ex cestista e allenatore di pallacanestro greco
- 1932 - Ricardo Bonelli, calciatore argentino († 2009)
- 1932 - Angelo Grilli, scultore e medaglista italiano († 2015)
- 1932 - Spyros Kyprianou, politico cipriota († 2002)
- 1932 - Suzy Parker, modella e attrice statunitense († 2003)
- 1933 - Garrincha, calciatore brasiliano († 1983)
- 1933 - Francesco Guizzi, giurista, magistrato e politico italiano († 2021)
- 1933 - Paolo Marconi, architetto, storico dell'arte e restauratore italiano († 2013)
- 1933 - Tore Nilsen, calciatore norvegese († 2018)
- 1933 - Constand Laubscher Viljoen, politico e generale sudafricano († 2020)
- 1934 - Sergio Ercini, politico e scrittore italiano († 2007)
- 1934 - Julio Jiménez, ciclista su strada e pistard spagnolo († 2022)
- 1934 - Wang Yumei, attrice cinese († 2022)
- 1935 - Enzo Battaglia, regista e sceneggiatore italiano († 1987)
- 1935 - Luis Bayardo, attore e doppiatore messicano
- 1935 - Herman Boone, allenatore di football americano statunitense († 2019)
- 1935 - Alan Clarke, regista britannico († 1990)
- 1935 - Giancarlo Ghirardi, fisico italiano († 2018)
- 1935 - Petko Lazarov, ex cestista bulgaro
- 1935 - Folke Rabe, compositore svedese († 2017)
- 1935 - Walter Rizzati, compositore e arrangiatore italiano
- 1935 - Tito Tolin, saltatore con gli sci italiano († 2006)
- 1935 - Reg White, velista britannico († 2010)
- 1936 - Horst Antes, scultore tedesco
- 1936 - Nino Castelnuovo, attore italiano († 2021)
- 1936 - Charlie Daniels, compositore, violinista e chitarrista statunitense († 2020)
- 1936 - Carl Davis, compositore e direttore d'orchestra statunitense († 2023)
- 1936 - Salvo Di Matteo, saggista e storico italiano († 2017)
- 1936 - Nemir Kirdar, banchiere e imprenditore iracheno († 2020)
- 1936 - Carlo Alberto Lodi, tiratore a volo italiano († 2001)
- 1936 - Walter Márquez, cestista uruguaiano († 2012)
- 1936 - Paolo Rabitti, arcivescovo cattolico italiano
- 1936 - Joe Spinell, attore statunitense († 1989)
- 1936 - Masahiro Yoshimura, nuotatore giapponese († 2003)
- 1937 - Almir Pernambuquinho, calciatore brasiliano († 1973)
- 1937 - Romano Collovati, calciatore italiano († 2013)
- 1937 - George Flower, attore e sceneggiatore statunitense († 2004)
- 1937 - Marcian Hoff, ingegnere e inventore statunitense
- 1937 - Alessio Paternesi, pittore e scultore italiano († 2023)
- 1937 - Lenny Wilkens, ex cestista, allenatore di pallacanestro e dirigente sportivo statunitense
- 1938 - Kenneth Best, giornalista liberiano
- 1938 - Dave Budd, ex cestista statunitense
- 1938 - Bernadette Lafont, attrice e ballerina francese († 2013)
- 1938 - Giulio Malgara, imprenditore e dirigente d'azienda italiano
- 1938 - Zarin Mehta, manager indiano
- 1938 - John Monckton, nuotatore australiano († 2017)
- 1938 - Anne Perry, scrittrice e assassina britannica († 2023)
- 1938 - Franco Richetti, politico italiano
- 1938 - Mišo Smajlović, ex calciatore e allenatore di calcio jugoslavo
- 1939 - Jane Alexander, attrice e attivista statunitense
- 1939 - Andy Bey, cantante e showman statunitense († 2025)
- 1939 - Giulio Angioni, antropologo, scrittore e poeta italiano († 2017)
- 1939 - Ayi Kwei Armah, scrittore ghanese
- 1939 - Miroslav Cerar, ex ginnasta jugoslavo
- 1939 - Takao Yaguchi, fumettista giapponese († 2020)
- 1939 - Carlo Zecchini, calciatore italiano († 2003)
- 1940 - Teresina Cirio, ex cestista italiana
- 1940 - Enrico Giusti, matematico e fisico italiano († 2024)
- 1940 - Paul Helminger, politico lussemburghese († 2021)
- 1940 - Danièle Sallenave, scrittrice e giornalista francese
- 1941 - Emilio D'Alessandro, scrittore italiano
- 1941 - Vasile Gergely, ex calciatore rumeno
- 1941 - John Hallam, attore britannico († 2006)
- 1941 - Gérard Hausser, ex calciatore francese
- 1941 - Antonio Iodice, politico italiano
- 1941 - Hank Marvin, chitarrista britannico
- 1941 - Glen Moore, bassista statunitense
- 1941 - Sylvia Kuumba Williams, attrice e cantante statunitense († 2001)
- 1942 - Vincenzo De Cosmo, politico italiano († 2016)
- 1942 - Loretta Di Franco, soprano statunitense († 2024)
- 1942 - Erik Jager, cestista olandese († 2020)
- 1942 - Katherine Justice, attrice statunitense
- 1942 - Domenico Ventura, pittore italiano († 2021)
- 1942 - Kees Verkerk, ex pattinatore di velocità su ghiaccio olandese
- 1943 - Victorio Casa, calciatore argentino († 2013)
- 1943 - Pim Doesburg, calciatore olandese († 2020)
- 1943 - Cornelia Froboess, attrice e cantante tedesca
- 1943 - Charo López, attrice spagnola
- 1943 - Jimmy McRae, pilota di rally britannico
- 1943 - Rich Parks, cestista statunitense († 1978)
- 1943 - Rich Peek, cestista statunitense († 2014)
- 1943 - Rosalia Vagli, politica italiana
- 1944 - Henri Atamaniuk, allenatore di calcio e ex calciatore francese
- 1944 - Coluche, attore e comico francese († 1986)
- 1944 - Dennis Franz, attore statunitense
- 1944 - Ian Marter, attore e scrittore britannico († 1986)
- 1944 - María Rosa Pérez, modella spagnola
- 1944 - Ton Thie, calciatore olandese († 2021)
- 1944 - Samuel Robson Walton, imprenditore statunitense
- 1944 - Mimmo di Francia, cantautore e produttore discografico italiano
- 1945 - Simon Brett, scrittore britannico
- 1945 - Elton Dean, sassofonista britannico († 2006)
- 1945 - Gadži Gadžiev, allenatore di calcio e ex calciatore russo
- 1945 - Franco Garelli, sociologo italiano
- 1945 - Hans-Joachim Gehrke, storico tedesco
- 1945 - Alan Titus, baritono statunitense
- 1946 - Madeleine Barnett, tuffatrice australiana
- 1946 - Michel Broué, matematico e attivista francese
- 1946 - Jan Domarski, ex calciatore polacco
- 1946 - Niels Fredborg, ex pistard danese
- 1946 - Wim Jansen, calciatore e allenatore di calcio olandese († 2022)
- 1946 - Santi Lo Giudice, filosofo e scrittore italiano († 2014)
- 1946 - Gian Luigi Picchi, pilota automobilistico italiano
- 1946 - Jim Richards, giocatore di football americano statunitense († 2022)
- 1946 - Josele Román, attrice e cantante spagnola
- 1946 - Judith Thurman, scrittrice e biografa statunitense
- 1947 - Fulvio Conti, dirigente d'azienda e dirigente pubblico italiano
- 1947 - David Dixon, attore e sceneggiatore britannico
- 1947 - José Manuel Fernández Nieves, ex calciatore e allenatore di calcio spagnolo
- 1947 - Charlie, cantante ungherese
- 1947 - Valter Mainetti, imprenditore, editore e dirigente d'azienda italiano
- 1947 - Henri Michel, calciatore e allenatore di calcio francese († 2018)
- 1947 - Sergej Poltorackij, ex sollevatore sovietico
- 1947 - Vanda Radicchi, cantante italiana
- 1947 - Helena Takalo, ex fondista finlandese
- 1948 - Raymond Dalmau, ex cestista e allenatore di pallacanestro portoricano
- 1948 - Claudio De Vincenti, politico e economista italiano
- 1948 - Jude Drouin, ex hockeista su ghiaccio canadese
- 1948 - Telma Hopkins, attrice e cantante statunitense
- 1948 - Olle Ludvigsson, politico svedese
- 1948 - Benjamin Ndiaye, arcivescovo cattolico senegalese
- 1948 - Aldo Spinelli, artista italiano
- 1949 - Dwight Davis, ex cestista statunitense
- 1949 - Aleksandr Derëmov, calciatore sovietico († 2004)
- 1949 - Erik Derycke, politico belga
- 1949 - Caitlyn Jenner, personaggio televisivo e ex multiplista statunitense
- 1949 - John McGovern, allenatore di calcio e ex calciatore scozzese
- 1949 - Volodymyr Onyščenko, allenatore di calcio e ex calciatore sovietico
- 1949 - Kenny Passarelli, bassista statunitense
- 1949 - Mario Scarpa, calciatore italiano († 2024)
- 1950 - Galina Loginova, attrice sovietica
- 1950 - Hennie Spijkerman, allenatore di calcio, dirigente sportivo e ex calciatore olandese
- 1950 - Ivo Tarolli, politico italiano
- 1950 - Livio Togni, circense e politico italiano
- 1950 - Normana Valensisi, poetessa italiana
- 1951 - María Jesús Aramburu del Río, politica spagnola
- 1951 - Renato Cecchetto, attore, doppiatore e direttore del doppiaggio italiano († 2022)
- 1951 - Guido Dell'Aquila, giornalista e autore televisivo italiano
- 1951 - Joachim Fritsche, ex calciatore tedesco orientale
- 1951 - Ronnie e Donnie Galyon, statunitense († 2020)
- 1951 - Marvin Heemeyer, operaio statunitense († 2004)
- 1951 - Aleksandăr Krajčev, ex sollevatore bulgaro
- 1951 - Joe R. Lansdale, scrittore statunitense
- 1951 - Charles Orlanducci, ex calciatore e dirigente sportivo francese
- 1951 - Mike Sharpe, wrestler canadese († 2016)
- 1952 - Jörgen Augustsson, allenatore di calcio e ex calciatore svedese
- 1952 - Roberto Corti, allenatore di calcio e ex calciatore italiano
- 1952 - Tony Grisoni, sceneggiatore britannico
- 1952 - Walter Hoffmann, politico tedesco
- 1952 - Mariko Koike, scrittrice giapponese
- 1952 - Annie Potts, attrice e doppiatrice statunitense
- 1952 - Hans Tuzzi, scrittore e saggista italiano
- 1953 - Ján Babjak, arcivescovo cattolico slovacco
- 1953 - Jean-Luc Bouilleret, arcivescovo cattolico francese
- 1953 - Desmond Child, produttore discografico e compositore statunitense
- 1953 - Liliana Duţu, ex cestista rumena
- 1953 - Phil Dwyer, calciatore gallese († 2021)
- 1953 - Clay Evans, ex nuotatore canadese
- 1953 - Mark James, golfista inglese
- 1953 - Maureen Teefy, attrice statunitense
- 1954 - Mauro Bulgarelli, politico e scrittore italiano
- 1954 - Camillo Cibotti, vescovo cattolico italiano
- 1954 - Fabrizio Fabbri, pittore e fumettista italiano
- 1955 - Bill Gates, imprenditore, programmatore e informatico statunitense
- 1955 - Armin Lemme, discobolo tedesco († 2021)
- 1955 - Indra Nooyi, dirigente d'azienda indiana
- 1955 - Cinzia Petrucci, ex pesista italiana
- 1955 - Guglielmo Scarlato, politico italiano
- 1955 - Yves Simoneau, regista canadese
- 1956 - Mahmud Ahmadinejad, politico iraniano
- 1956 - Didier Bénureau, attore e comico francese
- 1956 - Sandy Clark, allenatore di calcio e ex calciatore scozzese
- 1956 - Sabine Gasteiger, sciatrice alpina austriaca
- 1956 - Carlos Ischia, allenatore di calcio e ex calciatore argentino
- 1956 - Stefano Pomilia, regista e sceneggiatore italiano
- 1956 - Franky Vercauteren, allenatore di calcio e ex calciatore belga
- 1956 - Dave Wyndorf, cantante e chitarrista statunitense
- 1956 - Volker Zotz, filosofo, orientalista e storico delle religioni austriaco
- 1957 - Betsy Aidem, attrice statunitense
- 1957 - Florence Arthaud, velista, navigatore e scrittrice francese († 2015)
- 1957 - Christian Berkel, attore tedesco
- 1957 - Marco Cattaneo, ex ciclista su strada italiano
- 1957 - Thomas Geissmann, zoologo svizzero
- 1957 - Scott Hahn, teologo statunitense
- 1957 - Hernán Darío Herrera, allenatore di calcio e ex calciatore colombiano
- 1957 - Graham Jones, ex ciclista su strada britannico
- 1957 - Dragi Kaličanin, ex calciatore serbo
- 1957 - Ahmet Kaya, cantautore curdo († 2000)
- 1957 - Klaus-Heiner Lehne, avvocato e politico tedesco
- 1957 - Rachel Levine, funzionaria e medica statunitense
- 1957 - Stephen Morris, musicista britannico
- 1957 - Tiziano Siviero, copilota di rally italiano
- 1957 - Zach Wamp, politico statunitense
- 1958 - Bruno Bérard, saggista francese
- 1958 - Elfi Deufl, ex sciatrice alpina austriaca
- 1958 - Ivo van Hove, regista teatrale e direttore artistico belga
- 1958 - Pascal Lamour, scrittore e musicista francese
- 1958 - Ernst Middendorp, allenatore di calcio e ex calciatore tedesco
- 1958 - Roberto Natale, giornalista e sindacalista italiano
- 1958 - Mohamed al-Sayid, ex cestista egiziano
- 1958 - Patrick Snijers, pilota di rally belga
- 1958 - José Jacinto Vega, ex calciatore ecuadoriano
- 1959 - Abdelkader Mohamed Ali, politico spagnolo
- 1959 - Dan Koehl, circense e zoologo svedese
- 1959 - Toshio Masuda, chitarrista e compositore giapponese
- 1959 - José Luis Munguía, calciatore salvadoregno († 1985)
- 1959 - Peter Pacult, allenatore di calcio e ex calciatore austriaco
- 1959 - Randy Wittman, ex cestista e allenatore di pallacanestro statunitense
- 1959 - Nail' Zakerov, allenatore di calcio a 5, ex giocatore di calcio a 5 e ex calciatore russo
- 1960 - Mark Derwin, attore statunitense
- 1960 - Javier Lozano, dirigente sportivo, allenatore di calcio a 5 e ex giocatore di calcio a 5 spagnolo
- 1960 - Andrea Mangoni, dirigente sportivo, allenatore di calcio e ex calciatore italiano
- 1960 - Zare Markovski, allenatore di pallacanestro e ex cestista macedone
- 1960 - Fania Oz-Salzberger, scrittrice e storica israeliana
- 1960 - Oleksandr Pervij, sollevatore sovietico († 1985)
- 1960 - Manrico Ronchiato, ex ciclista su strada italiano
- 1960 - Brant Weidner, ex cestista statunitense
- 1960 - Rudy Wyland, allenatore di football americano statunitense
- 1960 - Yudetamago, fumettista giapponese
- 1960 - David Zed, attore, cantante e regista statunitense
- 1961 - Pascal Cagni, imprenditore francese
- 1961 - Charles Morerod, vescovo cattolico svizzero
- 1961 - Gioia Scola, attrice italiana
- 1962 - Sylvia Albrecht, ex pattinatrice di velocità su ghiaccio tedesca
- 1962 - An Dae-hyun, ex lottatore sudcoreano
- 1962 - Luca Bonaffini, cantautore, scrittore e produttore discografico italiano
- 1962 - Daniela Colace, cantautrice italiana
- 1962 - Raffaele Dolfato, rugbista a 15 e imprenditore italiano († 1997)
- 1962 - Liviu Dragnea, politico rumeno
- 1962 - Christy Fichtner, modella statunitense
- 1962 - Mercedes Lourdes Frias, politica italiana
- 1962 - David Jeffrey, allenatore di calcio e ex calciatore nordirlandese
- 1962 - Scotty Nguyen, giocatore di poker vietnamita
- 1962 - Kenny Perry, ex cestista statunitense
- 1962 - Brenda Taylor, ex canottiera canadese
- 1962 - Erik Thorstvedt, ex calciatore e preparatore atletico norvegese
- 1962 - Daphne Zuniga, attrice statunitense
- 1963 - Patricia Barzyk, modella e attrice francese
- 1963 - Perry Ganchar, allenatore di hockey su ghiaccio e ex hockeista su ghiaccio canadese
- 1963 - Lauren Holly, attrice statunitense
- 1963 - Christian Plaziat, ex multiplista francese
- 1963 - Eros Ramazzotti, cantautore italiano
- 1963 - Sheryl Underwood, comica, attrice e conduttrice televisiva statunitense
- 1963 - Mario Venuti, cantautore e polistrumentista italiano
- 1964 - Fabio Boccanera, doppiatore italiano
- 1964 - Onofrio Catacchio, fumettista e illustratore italiano
- 1964 - Mike Clark, chitarrista statunitense
- 1964 - Juan Darthés, attore e cantante brasiliano
- 1964 - Pavel Medynský, allenatore di calcio ceco
- 1964 - Maurizio Molinari, giornalista e saggista italiano
- 1964 - Egidio Pirozzi, allenatore di calcio e ex calciatore italiano
- 1964 - Romy Rosemont, attrice statunitense
- 1964 - Scott Russell, pilota motociclistico statunitense
- 1964 - Robert Hewitt Wolfe, sceneggiatore e produttore televisivo statunitense
- 1965 - Claus Bo Larsen, ex arbitro di calcio danese
- 1965 - Alastair Galbraith, musicista neozelandese
- 1965 - Jami Gertz, attrice statunitense
- 1965 - Günther Huber, ex slittinista e ex bobbista italiano
- 1965 - Susan Lalic, scacchista britannica
- 1965 - Luigi Miraglia, latinista e filologo classico italiano
- 1965 - Roberta Nanni, attrice e ex modella italiana
- 1965 - Monique Pistolato, scrittrice italiana
- 1965 - Martin Potter, surfista britannico
- 1965 - Franck Sauzée, ex calciatore francese
- 1965 - Zoran Ubavič, calciatore sloveno († 2015)
- 1965 - Miyako Yoshida, ex ballerina giapponese
- 1966 - Steve Atwater, ex giocatore di football americano statunitense
- 1966 - Chris Bauer, attore statunitense
- 1966 - Claudio Bonaccorsi, ex cestista e allenatore di pallacanestro italiano
- 1966 - Beatrice Gelmini, ex pattinatrice artistica su ghiaccio italiana
- 1966 - Marco Mengucci, allenatore di calcio e ex calciatore italiano
- 1966 - Zvezdan Pejović, ex calciatore jugoslavo
- 1966 - Cristina Ranzolin, giornalista e conduttrice televisiva brasiliana
- 1966 - Andy Richter, attore e personaggio televisivo statunitense
- 1966 - Takehito Shimizu, chitarrista e produttore discografico giapponese
- 1966 - Arīs Spīliōtopoulos, politico greco
- 1966 - Sabine Winterfeldt, attrice e doppiatrice tedesca
- 1967 - Sofia di Baviera, principessa tedesca
- 1967 - Joël Cantona, attore e ex calciatore francese
- 1967 - Raúl Ernesto Cardozo, ex calciatore argentino
- 1967 - Monica Chan, attrice e modella hongkonghese
- 1967 - Michael Futa, dirigente sportivo, ex hockeista su ghiaccio e allenatore di hockey su ghiaccio canadese
- 1967 - Kevin Macdonald, regista britannico
- 1967 - Frédéric Martel, sociologo e storico francese
- 1967 - Julia Roberts, attrice e produttrice cinematografica statunitense
- 1967 - John Romero, autore di videogiochi statunitense
- 1967 - Mark Velzeboer, pattinatore di short track olandese
- 1967 - Richard Bona, bassista e compositore camerunese
- 1968 - Caitlin Cary, cantante e violinista statunitense
- 1968 - Carles Cuadrat, allenatore di calcio spagnolo
- 1968 - Stefano Cusin, allenatore di calcio e ex calciatore italiano
- 1968 - Ibrahima Diomandé, ex calciatore ivoriano
- 1968 - Andrés Guibert, ex cestista cubano
- 1968 - Glenn Helder, ex calciatore olandese
- 1968 - Juan Orlando Hernández, politico honduregno
- 1968 - Stephen Hunter, attore e artista neozelandese
- 1968 - Aleksandr Koreškov, ex hockeista su ghiaccio kazako
- 1968 - Paul Lake, ex calciatore inglese
- 1968 - Marc Lièvremont, ex rugbista a 15 e allenatore di rugby a 15 francese
- 1968 - Shawna Molcak, ex cestista canadese
- 1968 - Michail Nestruev, tiratore a segno russo
- 1968 - Rosanna Rocci, cantante svizzera
- 1968 - Guido Rubino, giornalista, fotografo e scrittore italiano
- 1968 - François Simon, ex ciclista su strada e ciclocrossista francese
- 1968 - Odd-Karl Stangnes, allenatore di calcio e ex calciatore norvegese
- 1968 - Uwe Tellkamp, scrittore e medico tedesco
- 1968 - Stan Thomas, ex giocatore di football americano statunitense
- 1968 - Michel Vonk, allenatore di calcio e ex calciatore olandese
- 1969 - Abdulrahman Al-Roomi, ex calciatore saudita
- 1969 - Diego Bianchi, conduttore televisivo e blogger italiano
- 1969 - Salvatore Campanella, ex lottatore italiano
- 1969 - Ben Harper, cantante e chitarrista statunitense
- 1969 - Jerrod Mustaf, cestista statunitense († 2024)
- 1969 - José Ángel Vidal, dirigente sportivo e ex ciclista su strada spagnolo
- 1970 - Ayad Akhtar, drammaturgo, sceneggiatore e attore statunitense
- 1970 - Alan Peter Cayetano, politico filippino
- 1970 - Francesca Fanuele, giornalista italiana
- 1970 - Fernando Gamboa, allenatore di calcio e ex calciatore argentino
- 1970 - Tiger Hillarp Persson, scacchista svedese
- 1970 - Alessandra Ierse, attrice italiana
- 1970 - Dagmar Kersten, ex ginnasta tedesca
- 1970 - Kunal Kohli, regista e sceneggiatore indiano
- 1970 - Giuseppe La Rosa, compositore italiano
- 1970 - Anatol' Larukoŭ, ex judoka russo
- 1970 - Maria Lettberg, pianista svedese
- 1970 - Alex Mair, ex sciatore alpino italiano
- 1970 - Kurt Rosenwinkel, chitarrista e compositore statunitense
- 1970 - Leonor Silveira, attrice cinematografica portoghese
- 1970 - Jetrin Wattanasin, cantante e attore thailandese
- 1970 - Martín Zapata, calciatore colombiano († 2006)
- 1971 - Jimmy Algerino, allenatore di calcio e ex calciatore francese
- 1971 - Camilo Boris, schermidore cubano
- 1971 - John Coker, ex cestista statunitense
- 1971 - Agostino Ferrente, regista, sceneggiatore e produttore cinematografico italiano
- 1971 - Daniel García, marciatore messicano
- 1971 - Nicole Green, ex velocista statunitense
- 1971 - Hallucinogen, musicista britannico
- 1971 - Dario Marcolin, allenatore di calcio, ex calciatore e ex giocatore di calcio a 5 italiano
- 1971 - Nicolas Ouédec, ex calciatore francese
- 1971 - Leonidas Sabanis, ex sollevatore albanese
- 1972 - Jassem Al-Houwaidi, calciatore kuwaitiano
- 1972 - Terrell Davis, ex giocatore di football americano statunitense
- 1972 - Michael Hawkins, ex cestista statunitense
- 1972 - Brad Paisley, cantautore, chitarrista e doppiatore statunitense
- 1972 - Vladi Carlo Panato, canoista italiano
- 1972 - Wenling Tan Monfardini, tennistavolista cinese
- 1972 - Ricardo Trêpa, attore portoghese
- 1973 - Mirko Corsano, allenatore di pallavolo e ex pallavolista italiano
- 1973 - Carlos Galván, ex calciatore argentino
- 1973 - Frank Juric, allenatore di calcio e ex calciatore australiano
- 1973 - Kim Seo-hyung, attrice sudcoreana
- 1973 - MVP, wrestler statunitense
- 1973 - Amal McCaskill, ex cestista statunitense
- 1973 - Barbara Petronio, sceneggiatrice italiana
- 1973 - Rubén Dario Rossi, ex calciatore argentino
- 1973 - Beat Seitz, bobbista svizzero
- 1973 - Aleksandar Stanojević, allenatore di calcio e ex calciatore serbo
- 1974 - Giancarlo Bergamelli, allenatore di sci alpino e ex sciatore alpino italiano
- 1974 - Nelly Ciobanu, cantante moldava
- 1974 - Michael Dougherty, regista, sceneggiatore e produttore cinematografico statunitense
- 1974 - David Foenkinos, scrittore, regista e sceneggiatore francese
- 1974 - Theodoros Kalakonas, ex pallanuotista greco
- 1974 - Jake Kasdan, regista, sceneggiatore e produttore cinematografico statunitense
- 1974 - Kenji Kikawada, ex calciatore giapponese
- 1974 - Gaia Manzini, scrittrice italiana
- 1974 - Vicente Moreno, allenatore di calcio e ex calciatore spagnolo
- 1974 - Joaquin Phoenix, attore statunitense
- 1974 - Magnus Powell, allenatore di calcio e ex calciatore svedese
- 1974 - María Renée Prudencio, attrice boliviana
- 1974 - Agostino Santillo, politico italiano
- 1974 - Dejan Stefanović, ex calciatore serbo
- 1974 - Ina-Yoko Teutenberg, ex ciclista su strada tedesca
- 1974 - Dayanara Torres, modella, attrice e cantante portoricana
- 1975 - Andrea Bearzi, allenatore di calcio a 5 e ex giocatore di calcio a 5 italiano
- 1975 - Simone Corrente, attore e imprenditore italiano
- 1975 - Adrian Durston, ex rugbista a 15 britannico
- 1975 - Juan Manuel Locatelli, ex cestista argentino
- 1975 - Katarina Maloča, ex cestista croata
- 1975 - Martin Kupka, politico ceco
- 1975 - Mirko Pagliarini, allenatore di calcio e ex calciatore italiano
- 1975 - Daniela Urzi, modella argentina
- 1976 - Tenywa Bonseu, ex calciatore ugandese
- 1976 - Lukáš Hartig, ex calciatore ceco
- 1976 - Natasha Kuchiki, ex pattinatrice artistica su ghiaccio statunitense
- 1976 - Simone Loria, ex calciatore italiano
- 1976 - Oksana Markarova, politica e diplomatica ucraina
- 1976 - Luka Peroš, attore croato
- 1976 - Xia Yu, attore cinese
- 1977 - Christoph Bieler, ex combinatista nordico austriaco
- 1977 - Rolf-Christel Guié-Mien, ex calciatore congolese (Repubblica del Congo)
- 1977 - Pao, artista italiano
- 1977 - Sascha Rösler, ex calciatore tedesco
- 1978 - Justin Guarini, cantautore e attore teatrale statunitense
- 1978 - Gwendoline Christie, attrice britannica
- 1978 - Byron Donalds, politico statunitense
- 1978 - Stanislav Gron, hockeista su ghiaccio slovacco
- 1978 - Martina Gusmán, attrice e produttrice cinematografica argentina
- 1978 - Lara-Joy Körner, attrice tedesca
- 1978 - Enzo Maraio, politico italiano
- 1978 - Elena Milašina, giornalista russa
- 1978 - Marta Etura, attrice spagnola
- 1978 - Marietje Schaake, politica e giornalista olandese
- 1978 - Maren Walseth, ex cestista e allenatrice di pallacanestro statunitense
- 1979 - Dan Alexa, allenatore di calcio e ex calciatore rumeno
- 1979 - Roberto Cazzaniga, pallavolista italiano
- 1979 - Brett Dennen, cantante, chitarrista e compositore statunitense
- 1979 - Matteo Franceschini, compositore italiano
- 1979 - Gao Shuying, astista cinese
- 1979 - Aki Hakala, batterista finlandese
- 1979 - Jawed Karim, imprenditore e informatico tedesco
- 1979 - Šamil' Lachijalov, ex calciatore russo
- 1979 - Daniel Noonan, ex canottiere australiano
- 1979 - Isabella Ochichi, ex mezzofondista e maratoneta keniota
- 1979 - René Oltmanns, attore e doppiatore tedesco
- 1979 - Zoran Rajović, ex calciatore serbo
- 1979 - Kris Richard, ex giocatore di football americano e allenatore di football americano statunitense
- 1979 - Glover Teixeira, artista marziale misto brasiliano
- 1979 - Martin Škoula, ex hockeista su ghiaccio ceco
- 1980 - Wes Ball, regista statunitense
- 1980 - Patrick Beneforti, ex calciatore francese
- 1980 - Giacomo Cipriani, ex calciatore italiano
- 1980 - James Fowler, dirigente sportivo, allenatore di calcio e ex calciatore scozzese
- 1980 - Christy Hemme, ex modella e ex wrestler statunitense
- 1980 - Hunter Hillenmeyer, ex giocatore di football americano statunitense
- 1980 - Niccolò Mornati, canottiere italiano
- 1980 - Agnes Obel, cantautrice, compositrice e pianista danese
- 1980 - Tim Reigel, ex calciatore belga
- 1980 - Waleed Salim, calciatore emiratino
- 1980 - Alan Smith, allenatore di calcio e ex calciatore inglese
- 1980 - Roman Vas'janov, direttore della fotografia russo
- 1981 - Milan Baroš, ex calciatore ceco
- 1981 - Naïf Hérin, cantautrice italiana
- 1981 - Tina Huang, attrice statunitense
- 1981 - Nate Jaqua, ex calciatore statunitense
- 1981 - Michael Joiner, ex cestista e allenatore di pallacanestro statunitense
- 1981 - Jan Komasa, regista e sceneggiatore polacco
- 1981 - Pyhimys, rapper finlandese
- 1981 - Nick Montgomery, allenatore di calcio e ex calciatore scozzese
- 1981 - Sean Considine, ex giocatore di football americano statunitense
- 1982 - David Hawkins, ex cestista statunitense
- 1982 - Elizaveta Ivlieva, pattinatrice di short track russa
- 1982 - Mai Kuraki, cantautrice e produttrice discografica giapponese
- 1982 - Chris Lee, cantante e rapper norvegese
- 1982 - Robert Lupu, allenatore di calcio a 5 e ex giocatore di calcio a 5 romeno
- 1982 - Jean Pascal, pugile haitiano
- 1982 - Vanja Radovanović, cantante montenegrino
- 1982 - Àngel Rangel, ex calciatore spagnolo
- 1982 - Rocky Romero, wrestler cubano
- 1982 - Matt Smith, attore britannico
- 1982 - Michael Stahl-David, attore statunitense
- 1982 - Čedomir Vitkovac, ex cestista serbo
- 1983 - Emmanuele Aita, attore italiano
- 1983 - Radomir Đalović, allenatore di calcio e ex calciatore montenegrino
- 1983 - Reuben Gauci, ex calciatore maltese
- 1983 - Øyvind Hoås, ex calciatore norvegese
- 1983 - Reinier Honig, ciclista su strada e pistard olandese
- 1983 - Jarrett Jack, ex cestista e allenatore di pallacanestro statunitense
- 1983 - Stefano Loddo, canoista italiano
- 1983 - Mario Mercorio, pallavolista italiano
- 1983 - Taras Mychalyk, ex calciatore ucraino
- 1983 - Geoff Parling, ex rugbista a 15 e allenatore di rugby a 15 britannico
- 1983 - Alexandru Pițurcă, ex calciatore rumeno
- 1983 - Antonio Porta Pernigotti, ex cestista e allenatore di pallacanestro argentino
- 1983 - David Tournay, attore francese
- 1984 - Domingos Bonifácio, ex cestista angolano
- 1984 - Rogelio Chávez, ex calciatore messicano
- 1984 - Matteo Cressoni, pilota automobilistico italiano
- 1984 - Milan Ćulum, ex calciatore serbo
- 1984 - Moritz Fürste, hockeista su prato tedesco
- 1984 - Steven Jennings, ex calciatore inglese
- 1984 - Vladislav Lukanin, ex sollevatore russo
- 1984 - Obafemi Martins, ex calciatore nigeriano
- 1984 - Anyika Onuora, velocista britannica
- 1984 - Amanda Paige, modella e attrice statunitense
- 1984 - Gözde Türkpençe, attrice turca
- 1984 - Finn Wittrock, attore statunitense
- 1984 - Soyoung Yoon, violinista sudcoreana
- 1985 - Joaquim Abranches, calciatore indiano
- 1985 - Troian Bellisario, attrice, regista e sceneggiatrice statunitense
- 1985 - Lulu Brud, attrice e produttrice televisiva statunitense
- 1985 - Steve Dagostino, ex cestista statunitense
- 1985 - Rodrigue Dikaba, calciatore francese
- 1985 - Jack Donnelly, attore britannico
- 1985 - Early Doucet, giocatore di football americano statunitense
- 1985 - Yuki Ebihara, giavellottista giapponese
- 1985 - Anthony Fantano, youtuber statunitense
- 1985 - Timothee Heijbrock, canottiere olandese
- 1985 - Ásdís Hjálmsdóttir, giavellottista, discobola e pesista islandese
- 1985 - Ante Mašić, cestista bosniaco
- 1985 - Adrián Menéndez Maceiras, ex tennista spagnolo
- 1985 - Haris Radetinac, calciatore bosniaco
- 1985 - Leela Savasta, attrice e modella canadese
- 1985 - Gaëtane Thiney, calciatrice francese
- 1985 - Oleksandr Volovyk, ex calciatore ucraino
- 1985 - Stanislav Volžencev, fondista russo
- 1986 - Oleksandr Batal's'kyj, calciatore ucraino
- 1986 - Kristina Bröring-Sprehe, cavallerizza tedesca
- 1986 - May Calamawy, attrice egiziana
- 1986 - Bianca Gascoigne, modella e personaggio televisivo britannica
- 1986 - Anthony Griffith, ex calciatore montserratiano
- 1986 - Shruti Haasan, attrice e cantante indiana
- 1986 - Mario Holek, ex calciatore ceco
- 1986 - Aditi Rao Hydari, attrice indiana
- 1986 - Nikolaj Kovalëv, schermidore russo
- 1986 - John Moffitt, ex giocatore di football americano statunitense
- 1986 - Aki Toyosaki, attrice, doppiatrice e cantante giapponese
- 1986 - Adrián Zamora, ex cestista statunitense
- 1987 - Javier Arenas, giocatore di football americano statunitense
- 1987 - Alice Cama, calciatrice italiana
- 1987 - Cheng Yuelei, calciatore cinese
- 1987 - Davit Devdariani, ex calciatore georgiano
- 1987 - Juan Manuel Díaz Martínez, ex calciatore uruguaiano
- 1987 - Astrit Fazliu, ex calciatore kosovaro
- 1987 - Han Xu, ex pallavolista cinese
- 1987 - Venla Hovi, hockeista su ghiaccio finlandese
- 1987 - Mahmoud Khamees, ex calciatore emiratino
- 1987 - Siegmar Klotz, ex sciatore alpino e sciatore freestyle italiano
- 1987 - Christian Leirvik, giocatore di calcio a 5 e ex calciatore norvegese
- 1987 - Vladimir Machnutin, slittinista russo
- 1987 - Jonathan McDonald, calciatore costaricano
- 1987 - Aaron Meijers, calciatore olandese
- 1987 - Frank Ocean, cantautore e rapper statunitense
- 1987 - Ian Sirelius, ex calciatore svedese
- 1987 - E.J. Wilson, ex giocatore di football americano statunitense
- 1987 - Yang Shanping, ex calciatore cinese
- 1988 - Enrica Cipriani, ex sciatrice alpina italiana
- 1988 - Kévin Estre, pilota automobilistico francese
- 1988 - Caterina Giacchetti, ex nuotatrice italiana
- 1988 - Alexander Gorgon, calciatore austriaco
- 1988 - Vladimirs Kamešs, calciatore lettone
- 1988 - Frank Kearse, giocatore di football americano statunitense
- 1988 - Kim Un-guk, sollevatore nordcoreano
- 1988 - Raphaël Lakafia, rugbista a 15 francese
- 1988 - Gary McGhee, cestista statunitense
- 1988 - Andrew McMillan, poeta britannico
- 1988 - Omar Mendoza, calciatore messicano
- 1988 - Federico Moretti, ex calciatore italiano
- 1988 - Devon Murray, attore irlandese
- 1988 - Shey Peddy, cestista statunitense
- 1988 - Andrea Peron, ciclista su strada italiano
- 1988 - John Roberson, cestista statunitense
- 1988 - Garrett Sim, cestista statunitense
- 1988 - Jamie xx, disc jockey e produttore discografico britannico
- 1988 - André Thomas, calciatore americo-verginiano
- 1988 - Nassira Traoré, ex cestista maliana
- 1988 - Anas Zniti, calciatore marocchino
- 1988 - Camila Brait, pallavolista brasiliana
- 1989 - Kelly Brazier, rugbista a 15 neozelandese
- 1989 - Devin Ebanks, cestista statunitense
- 1989 - Soufian El Hassnaoui, ex calciatore olandese
- 1989 - Davide Giugliano, pilota motociclistico italiano
- 1989 - Christian Haller, ex snowboarder svizzero
- 1989 - Lü Peng, calciatore cinese
- 1989 - Yannick Maden, ex tennista tedesco
- 1989 - Greg Mangano, ex cestista statunitense
- 1989 - Ezekiel Mbah, calciatore nigeriano
- 1989 - Sore, cantante e attrice rumena
- 1989 - Camille Muffat, nuotatrice francese († 2015)
- 1989 - Saša Popin, calciatore serbo
- 1989 - Kévin Théophile-Catherine, calciatore francese
- 1989 - Zhang Ling, ex tennista hongkonghese
- 1990 - Abdulaziz Hatem, calciatore qatariota
- 1990 - Lisa Backwell, attrice britannica
- 1990 - Philipp Collin, pallavolista tedesco
- 1990 - Sandro Lima, calciatore brasiliano
- 1990 - Ricardo Lopes Pereira, calciatore brasiliano
- 1990 - Youssef Msakni, calciatore tunisino
- 1990 - Phoenix Raei, attore iraniano
- 1990 - Lukas Stadler, calciatore austriaco
- 1990 - Yannick Stark, calciatore tedesco
- 1990 - Wojciech Włodarczyk, pallavolista polacco
- 1991 - Marcos Acuña, calciatore argentino
- 1991 - Orhan Ademi, calciatore svizzero
- 1991 - Warren Barguil, ciclista su strada francese
- 1991 - Lucy Bronze, calciatrice inglese
- 1991 - Pietro Calzolari, calciatore sammarinese
- 1991 - Victor Campenaerts, ciclista su strada e pistard belga
- 1991 - Marco Contento, cestista italiano
- 1991 - Mbaye Diagne, calciatore senegalese
- 1991 - Devaughn Elliott, calciatore nevisiano
- 1991 - Ferhat Görgülü, calciatore olandese
- 1991 - Mohamed Hrezi, maratoneta libico
- 1991 - Jennifer Keddy, pallavolista statunitense
- 1991 - Liu Cuiqing, atleta paralimpica cinese
- 1991 - Elmo Rautio, regista cinematografico e attore finlandese
- 1991 - Eleonora Timpani, attrice italiana
- 1991 - Bojana Todorović, ex pallavolista serba
- 1991 - Marko Tomić, calciatore serbo
- 1992 - Andrew Adams, giocatore di football americano statunitense
- 1992 - Patrick Bauer, calciatore tedesco
- 1992 - Maria Borges, modella angolana
- 1992 - Dominez Burnett, cestista statunitense
- 1992 - Riccardo Gnata, hockeista su pista italiano
- 1992 - Kimin Kim, danzatore sudcoreano
- 1992 - Deon Lendore, velocista trinidadiano († 2022)
- 1992 - Vivienne Medrano, animatrice, regista e produttrice televisiva statunitense
- 1992 - Hamdi Nagguez, calciatore tunisino
- 1992 - Josman, rapper francese
- 1992 - Jessica Rosenthal, politica tedesca
- 1992 - Anna-Carina Woitschack, cantante tedesca
- 1993 - Espen Andersen, combinatista nordico norvegese
- 1993 - Gaia Apicella, ex calciatrice italiana
- 1993 - Nienke Brinkman, maratoneta olandese
- 1993 - Joachim Christensen, giocatore di football americano danese
- 1993 - Filippo De Col, calciatore italiano
- 1993 - Alina Anatol'evna Kašlinskaja, scacchista russa
- 1993 - Cheslin Kolbe, rugbista a 15 sudafricano
- 1993 - Marco Lehmann, cestista svizzero
- 1993 - Matija Ljujić, calciatore serbo
- 1993 - Klaudia Medlová, snowboarder slovacca
- 1993 - Tiago Orobó, calciatore brasiliano
- 1993 - Romano Reggiani, attore e musicista italiano
- 1993 - Raquel Rodríguez, calciatrice costaricana
- 1993 - Márk Tamás, calciatore ungherese
- 1993 - Denis Ulanov, sollevatore kazako
- 1993 - Ryan Dale Williams, calciatore australiano
- 1994 - Agustín Allione, calciatore argentino
- 1994 - Juan Boselli, calciatore uruguaiano
- 1994 - Alejandro Catena, calciatore spagnolo
- 1994 - Aaron Harrison, cestista statunitense
- 1994 - Andrew Harrison, cestista statunitense
- 1994 - Maro Itoje, rugbista a 15 britannico
- 1994 - Harry Panayiotou, calciatore nevisiano
- 1994 - Robin Zentner, calciatore tedesco
- 1995 - Edgar Babayan, ex calciatore danese
- 1995 - Alessandro Caporale, calciatore italiano
- 1995 - Maddy Cusack, calciatrice inglese († 2023)
- 1995 - Chiara Gandolfi, ex ginnasta italiana
- 1995 - Massimiliano Gatto, allenatore di calcio e ex calciatore italiano
- 1995 - Glen Kamara, calciatore finlandese
- 1995 - Adnan Kojic, calciatore svedese
- 1995 - Vincent Koziello, calciatore francese
- 1995 - Mansoor, wrestler saudita
- 1995 - Precious Ogbevoen, giocatore di football americano austriaco
- 1995 - Solomon Owusu, calciatore norvegese
- 1995 - Miloš Šatara, calciatore bosniaco
- 1995 - Jae'Sean Tate, cestista statunitense
- 1996 - Jasmine Jessica Anthony, attrice statunitense
- 1996 - Vincenzo Arecchia, pugile italiano
- 1996 - Giulia Compagnoni, scialpinista e fondista di corsa in montagna italiana
- 1996 - Jack Eichel, hockeista su ghiaccio statunitense
- 1996 - Giorgia Filippi, calciatrice italiana
- 1996 - Josh Hawley, cestista statunitense
- 1996 - Lassi Järvenpää, calciatore finlandese
- 1996 - Souleymane Karamoko, giocatore di football americano ivoriano
- 1996 - Laine MacNeil, attrice canadese
- 1996 - Kiara Parker, velocista statunitense
- 1996 - Nicholas Podany, attore statunitense
- 1996 - Rino Vanhooren, pattinatore di short track belga
- 1996 - Antonio Vranković, cestista croato
- 1996 - Matic Vrbanec, calciatore sloveno
- 1997 - Antoine Brooks, giocatore di football americano statunitense
- 1997 - Taylor Fritz, tennista statunitense
- 1997 - Sō Fujitani, calciatore giapponese
- 1997 - Tryggvi Hlinason, cestista islandese
- 1997 - Leonardo Maltese, attore italiano
- 1997 - Sierra McCormick, attrice e produttrice televisiva statunitense
- 1997 - Moses Opondo, calciatore ugandese
- 1997 - Bianca Pagdanganan, golfista filippina
- 1997 - Shaquille Quarterman, giocatore di football americano statunitense
- 1997 - Arnaldo Toro, cestista portoricano
- 1997 - Andrea Zanotti, pallavolista italiano
- 1998 - Usue Maitane Arconada, tennista statunitense
- 1998 - Diego Conde, calciatore spagnolo
- 1998 - Ellie Drennan, cantante australiana
- 1998 - Luca Ekler, atleta paralimpica ungherese
- 1998 - Ménder García, calciatore colombiano
- 1998 - Nolan Gould, attore statunitense
- 1998 - Lou Jeanmonnot, biatleta francese
- 1998 - Taiyō Koga, calciatore giapponese
- 1998 - Perrine Laffont, sciatrice freestyle francese
- 1998 - Stephen Nedoroscik, ginnasta statunitense
- 1998 - Yoav Omer, velista israeliano
- 1998 - Kevin Quintero, pistard colombiano
- 1998 - Karlijn Swinkels, ciclista su strada olandese
- 1998 - Eoin Treacy, copilota di rally irlandese
- 1998 - Francis Uzoho, calciatore nigeriano
- 1998 - Jorn Vancamp, calciatore belga
- 1998 - Mateusz Żyro, calciatore polacco
- 1999 - Kevin Castañeda, calciatore messicano
- 1999 - David Dunđerski, calciatore serbo
- 1999 - Alessandro Fusco, rugbista a 15 italiano
- 1999 - Amber Glenn, pattinatrice artistica su ghiaccio statunitense
- 1999 - Patrick Kypson, tennista statunitense
- 1999 - Jack Maher, calciatore statunitense
- 2000 - Alizade, rapper e cantante azera
- 2000 - Charles Bassey, cestista nigeriano
- 2000 - Tom Vialle, pilota motociclistico francese

## XXI secolo(18)
- 2001 - Sonay Kartal, tennista britannica
- 2001 - Amadou Keita, calciatore guineano
- 2001 - Raimonds Krollis, calciatore lettone
- 2001 - Josip Teskera, taekwondoka croato
- 2001 - Laura Worsøe, calciatrice danese
- 2002 - Olayinka Olajide, velocista nigeriana
- 2002 - Reyne Smith, cestista australiano
- 2002 - Santiago Toloza, calciatore argentino
- 2002 - Lola Tung, attrice statunitense
- 2003 - Hampus Ekstrand, pallavolista svedese
- 2003 - Wassim Essanoussi, calciatore olandese
- 2003 - Luka Stojković, calciatore croato
- 2003 - Bambi, rapper polacca
- 2004 - Mats Pannewig, calciatore tedesco
- 2004 - Seydou Sano, calciatore senegalese
- 2005 - Dimitri Jepihhin, calciatore estone
- 2006 - Yanis Issoufou, calciatore francese
- 2006 - Yoon Do-young, calciatore sudcoreano

## Senza anno specificato(2)
- Olenka Fuschich, modella honduregna
- Naoko Kodama, fumettista giapponese